# Верхнее Малое Южное
Верхнее Малое Южное — горько-солёное озеро в России, расположено на территории Джидинского района Бурятии в 3 километрах к западу от села Белоозёрск. Площадь поверхности — 0,08 км².
Лежит в открытой местности (Боргойской степи), между озером Каменный Ключ и пересыхающей рекой Холой, впадающей в озеро Верхнее Белое. К югу от озера проходит линия электропередач, у юго-западного берега - солончаки. Видимого стока и притоков нет.
Код водного объекта в государственном водном реестре — 16030000111116300001078.